# Rodersdorf
Ne doit pas être confondu avec Raedersdorf.
Rodersdorf est une commune suisse du canton de Soleure, située dans le district de Dorneck.

## Géographie

Vue aérienne (1950)

Rodersdorf se situe au nord-ouest du pays, à la frontière avec la France.
Rodersdorf fait partie avec quelques autres villages de l'exclave du canton de Soleure, sur le versant suisse du canton de Bâle-Campagne.
Ce village est limitrophe des municipalités de Metzerlen-Mariastein en Suisse et de Bettlach, Biederthal, Leymen, Liebenswiller, Linsdorf et Oltingue en France.